# Бенгальская сизоворонка
Бенгальская сизоворонка (лат. Coracias benghalensis) — вид птиц из семейства сизоворонковых (Coraciidae). Выделяют два подвида. Распространена в Азии от Ирака до Таиланда и известна высшими пилотажами самцов во время брачного периода. Оседлый вид.  Несколько штатов Индии выбрали его в качестве своего символа.

## Описание
Бенгальская сизоворонка достигает длины 30-34 см и массы от 166 до 176 г; размах крыльев 65—74 см. Грудь коричневатая, а не синяя, как у обыкновенной сизоворонки. Голова светло-синяя. Хвост также голубой, но с полосой лазури. Шея и горло цвета багрянистой сирени с тонкими белыми полосками. Голый участок вокруг глаз имеет темно-бурый оттенок. Клюв длинный и сжатый, с небольшим крючком на конце.

## Среда обитания и распределение
Основным местом обитания являются поля, тонкие леса и луга. Также часто сидят на электрических проводах возле вокзалов.
Этот вид сизоворонки был найден в Южной Азии, но вскоре распространился в Шри-Ланке, Лакшадвипе, Мальдивских островах и пробрался в Западную Азию.

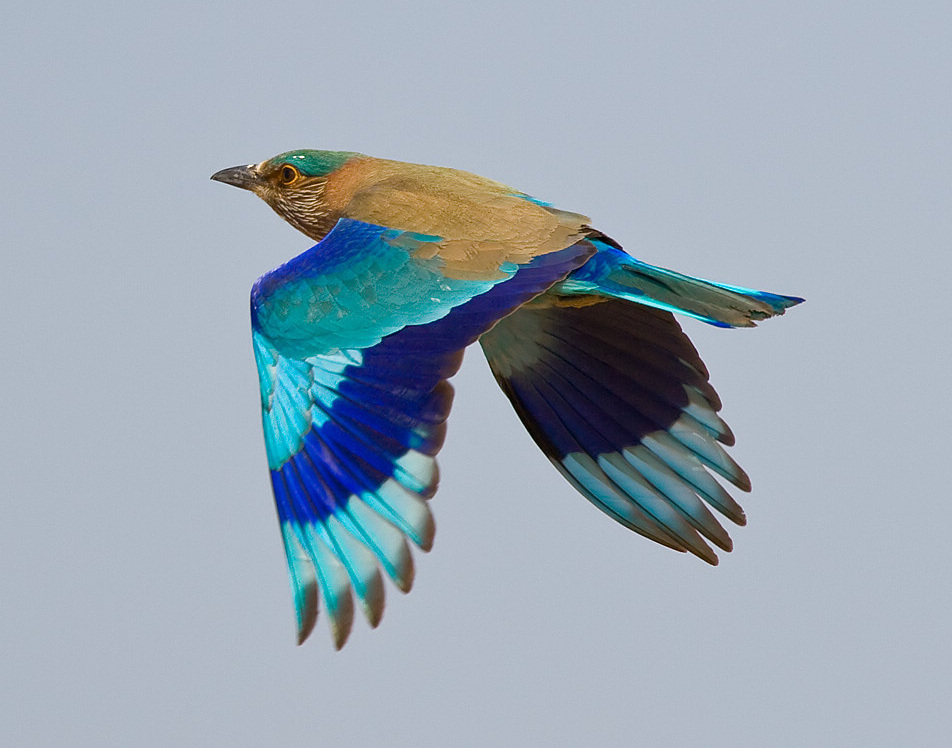

## Поведение
Бенгальскую сизоворонку часто наблюдают взгромоздившейся на электрические провода или на голые деревья. Пропитание она ищет на земле. В её рацион входят паукообразные, маленькие змейки, жучки и другие беспозвоночные.
Птица умеет плавать и любит купаться в водоемах или фонтанах. Ныряя, пробует захватить клювом мелких обитателей, таких как рыба и рачки.
Период размножения — от марта до июня, в южной Индии — немного ранее. Яйца откладывают в пустом дупле, проделанном дятлом, в гнилых стволах и во впадинах зданий. Оба пола выводят яйца в течение 17—19 дней. Нормальная кладка состоит из 2—5 яиц. Яйца белые овальные или почти круглые. Птенец оперяется и примерно через месяц покидает гнездо, начиная свою самостоятельную жизнь.
Звук издает — резкий, подобный звуку воронки, а в брачный период пение становится более звонким и «металлическим»

## Подвиды
По данным базы Международного союза орнитологов в составе вида Coracias benghalensis выделяют 2 подвида:
- C. b. benghalensis (Linnaeus, 1758). Номинативный. Обитает от Аравийского полуострова до северо-востока Индии и Бангладеш;
- C. b. indicus Linnaeus, 1766. Центральная и южная Индия и Шри-Ланка.

## В культуре
Из-за большой распространенности с птицей связано много легенд и сказаний. Многие предания связывают её с богом Шивой. В древности был культ, посвящённый бенгальской сизоворонке. Но сейчас этому не придают большого значения.